# Palazzo della Sottoprefettura (Barletta)
Il  Palazzo della Sottoprefettura è un edificio monumentale di Barletta, ubicato all'incrocio fra via Imbriani e via Baccarini, nel centro moderno della città.

## Storia
Il palazzo sorse nel 1920 in sostituzione di quello costruito nel 1800 per ospitare la sede istituzionale della Sottoprefettura del Distretto di Barletta(350.0000 abitanti nel 1925), poi circondario, voluto da Gioacchino Murat nel 1808 insieme al Circondario di Altamura, in fase di riorganizzazione amministrativa della Puglia all'interno del Regno di Napoli.
Venne poi abolito nel 1930, con la riorganizzazione mussoliniana, venendo inglobato nella Provincia di Bari Il corpo basso ha sempre ospitato attività commerciali.